# 겟 썸
《겟 썸》(영어: Never Back Down)은 미국에서 제작된 제프 워들로 감독의 2008년 드라마 영화이다. 새 고등학교에 전학을 온 한 10대가 언더그라운드 파이트 클럽을 발견하면서 시작되는 이야기이다. 2008년 3월 14일 미국과 캐나다에서 개봉되었다.
2011년 속편 《겟 썸 2》가 DVD로 출시되었다.

## 줄거리
미식축구 선수로 활동하던 고등학생 제이크는 테니스 유망주인 동생 찰리가 유명 아카데미 장학금을 받게 되면서 아이오와에서 올랜도로 이사온다. 제이크는 술꾼인 아버지가 취한 것을 알면서도 운전을 하게 내버려 두었고, 아버지는 나무에 차를 박으면서 사망했지만 동승했던 제이크는 살아남았다. 이 때문에 제이크는 죄책감을 품고 있고, 아버지 얘기만 나오면 감정을 주체하지 못해 사고를 치며 어머니 속을 썩여 왔다.
올랜도 지역에서는 종합격투기를 위시한 맨몸 싸움이 크게 유행하는 중이다. 그리고 제이크 또한 지난 미식축구 시합 때 상대팀 선수와 일으킨 싸움 사건이 인터넷 영상 사이트에 올라간 바람에 어느새 싸움꾼으로 유명해져 있는 상태이다. 제이크의 눈길을 끈 여학생 바하는 제이크를 파티에 초대한다. 이 파티에서 제이크는 바하의 남자친구 라이언을 만난다. 대회 우승 경력도 있는 지역 격투기 최강자 라이언이 결투를 신청하자 제이크는 처음에는 거절하지만 아버지를 들먹이는 도발에 넘어가 그만 결투를 받아들인다. 요령이 부족한 제이크는 라이언에게 속수무책으로 KO당한다.
며칠 앓아누운 제이크는 친구 맥스의 권유를 따라 브라질에서 온 세네갈인 격투가 장 로카의 체육관에서 트레이닝을 받기 시작한다. 며칠 뒤 바하가 제이크를 찾아와 라이언이 제이크를 때려눕힐 수 있게 파티로 유인했던 것을 사과하지만 제이크는 차갑게 내친다. 아버지 때문에 자주 이사를 다니는 바하는 이곳으로 전학을 온 후 라이언과 교제한 덕분에 쉽게 학내 입지를 다질 수 있었음을 인정하지만 주목받기를 즐기는 라이언의 가학적 성미에 질려 라이언에게 결별을 선언한다. 이에 라이언이 바하를 거칠게 붙들자 제이크가 개입하고, 라이언은 보복으로 제이크의 아버지를 다시 한 번 모욕한다. 이 때문에 다시 감정이 폭발한 제이크는 도로 위에서 시비가 붙은 민간인 셋을 상대로 싸움을 벌이고, 해당 영상이 학교에 돌면서 제이크의 명성이 높아진다. 길거리 싸움을 엄금하는 로카는 제이크를 쫓아내 버린다.
제이크는 로카를 찾아가 감정 문제와 과거사를 진솔하게 고백한다. 이것이 로카의 마음을 움직여 제이크는 다시 체육관에 나갈 수 있게 된다. 로카는 과거 브라질에서 동생을 모욕하는 남성을 상대로 화를 다스리지 못해 심한 말로 굴욕을 주었고, 창피를 당한 남성이 보복으로 동생에게 총을 쏘는 바람에 동생을 잃었으며, 아버지가 이를 자신의 탓으로 여기고 있음을 제이크에게 알려준다. 둘은 마음을 연 사제 관계가 된다. 이 무렵 제이크는 바하와 연인 관계로 발전하고, 어머니와도 관계가 호전된다. 맥스가 지역 격투기 대회인 비트다운에서 라이언과의 리벤지 매치를 권유하지만 이미 로카의 충고로 복수심을 떨쳐내고 바하와 행복한 시기를 보내던 제이크는 거절한다.
하지만 라이언은 이를 가만히 두고 보지 않는다. 라이언은 맥스를 꼬드겨 집에 초대한 다음 대결을 핑계로 흠씬 두들겨 팬다. 맥스는 만신창이가 되어 입원하고, 제이크는 라이언과의 일을 끝맺음하기 위해 로카의 허락을 받고 비트다운에 출전한다. 비트다운에서 제이크는 부상을 입으면서도 4강까지 오르는 데 성공한다. 하지만 라이언은 4강 경기에서 감정을 주체 못하고 상대의 눈을 찌르는 바람에 반칙패를 당하고 만다. 라이언과의 대결이 무산된 제이크는 망설임 없이 기권한다. 이에 분개한 라이언이 경기장 바깥에서 라이언을 습격하고, 관중이 몰려들며 둘의 싸움이 시작된다. 격투 끝에 라이언이 제이크를 제압하고 제이크는 죽을 위기에까지 몰리지만 자신의 주변인들과 로카에게 받은 가르침을 떠올리고, 마침내 제이크가 라이언에게 승리한다.
이후 제이크는 행복한 학교 생활을 이어가며 라이언과도 존중하는 관계가 된다. 로카는 제이크의 충고를 받아들여 아버지와 화해하기 위해 브라질로 향한다.

## 출연진
- 숀 패리스 - 제이크 타일러 역
- 앰버 허드 - 바하 밀러 역
- 캠 지간데이 - 라이언 매카시 역
- 자이먼 운수 - 장 로카 역
- 에번 피터스 - 맥스 쿠퍼먼 역
- 와이엇 스미스 - 찰리 타일러 역
- 레슬리 호프 - 마고 타일러 역
- 셸 안드레이 - 티퍼니 웨스트 역
- 틸키 존스 - 에릭 역
- 닐 브라운 주니어 - 에런 역
- 로런 리치 - 제니 역
- 앤서니 마토스, 대니얼 허낸데즈, 저스틴 A. 윌리엄스 - 옐로 허머 크루 역

## 기타 제작진
- 공동 제작: 빌 배너먼
- 배역: 킴벌리 멀런, 마크 멀런
- 미술: 아이다 랜덤
- 세트: 스콧 제이컵슨
- 의상: 주디 러스킨 하월

## 홈 미디어
누드와 더 많은 유혈 장면이 포함된 무등급 편집본인 “익스텐디드 비트 다운”판(Extended Beat Down Edition)이 2008년 7월 29일 DVD로 출시되었다.